# 스노 (음악가)
대린 케네스 오브라이언(영어: Darrin Kenneth O'Brien, 1969년 10월 30일 ~ )는 스노(영어: Snow)라는 무대 이름으로 잘 알려진 캐나다의 레게 음악가, 래퍼, 가수이다. 그의 1992년 싱글 "Informer"는 미국 빌보드 핫 100에서 7주 동안 1위를 기록했다.